# 春樹
春樹（1983年—），原名鄒楠，在《北京娃娃》一書中化名林嘉芙，出生於山東，當代中國作家，中國大陸80後代表人物之一。

## 經歷
9歲時一家人隨解放軍幹部的父親遷居北京。曾一度就讀北京西苑中學，然後由於不滿壓抑的校風與無趣的環境，在2000年時輟學，並正式進入創作生涯。2002年出版了自傳小說《北京娃娃》，受到世人與社會各界的注意，並一躍成為中國文壇的新星。
除了寫作之外，春樹也喜愛閱讀，特別是詩歌，她曾說她對詩歌的愛好勝過散文與小說，還曾在「高地音乐网」为捍卫诗歌的荣誉而与几十人舌战一周。此外她也熱愛音樂，尤其是龐克與搖滾樂。
2004年2月，春樹作為作家登上美國《時代周刊》亞洲版封面，被稱為“新激進分子”。
2015年，春樹遷居德國柏林。2019年，出版小說《乳牙》。

## 作品
长篇小说
- 《北京娃娃》（ISBN 978-4062117197，2002年）
- 《長達半天的歡樂》（2003年）
- 《2條命》（2005年）
- 《紅孩子》（2007年）
- 《光年之美國夢》（2010年）
- 《乳牙》（2019年）

散文集
- 《抬頭望見北斗星》（2004年）
- 《長安街少年和玩火》（2004年）
- 《在地球上：春樹旅行筆記》（2013年）

诗集
- 《激情萬丈》（2005年）
- 《春樹的詩》（2013年）

文集
- 《春樹四年》（2006年）

写真集
- 《她叫春樹》（2006年）

## 外部連結
- 春樹的新浪博客